# Atletica leggera ai Giochi della XI Olimpiade - Staffetta 4×400 metri

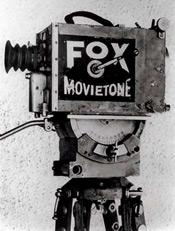
Video della Finale (durata: 3'28")

La competizione della staffetta 4×400 metri maschile di atletica leggera ai Giochi della XI Olimpiade si è disputata nei giorni 8 e 9 agosto 1936 allo Stadio Olimpico di Berlino.

## L'eccellenza mondiale
| Record mondiale e olimpico: 1932   | 3'08”2 | Stati Uniti   | Presenti |
| Migliore prestazione europea: 1932 | 3'11”2 | Gran Bretagna | Presente |

## La gara
Nonostante nella 4×100 gli americani abbiano preso la decisione di schierare due neri, nella staffetta del miglio tornano alle vecchie consuetudini schierando una formazione composta di soli bianchi. Rimangono fuori Archibald Williams e James LuValle (primo e terzo nei 400 individuali).

Gli americani partono bene e dopo un giro di pista hanno già 8 metri di vantaggio. Ma al secondo giro il frazionista britannico, Rampling, riesce ad annullare il distacco e a portarsi in testa. I britannici difendono il vantaggio stringendo i denti fino alla fine e vincono stabilendo il nuovo record europeo.
La Germania ha schierato in ultima frazione un giovane promettente, il ventitreenne Rudolf Harbig. Nel 1939 stabilirà il record del mondo sia nei 400 piani sia negli 800 metri.
Una settimana dopo a Londra si terrà la rivincita tra americani e britannici. Gli USA schiereranno la loro squadra migliore. I britannici si presenteranno sotto l'etichetta "Commonwealth" includendo il canadese Fritz al posto di Wolff. La squadra del "Commonwealth" vincerà le 4×440 iarde in 3'10"6, battendo di nuovo gli americani.

## Risultati

### Turni eliminatori
| 3 Batterie | 8 agosto | 12 nazioni | Si qualificano le prime 2. |
| Finale     | 9 agosto | 6 nazioni  |                            |

### Batterie
| Pos. | Nazione     | Atleti                                                                  | Tempo  |
| ---- | ----------- | ----------------------------------------------------------------------- | ------ |
| 1    | Stati Uniti | Harold Cagle Robert Young Edward O'Brien Alfred Fitch                   | 3'13"0 |
| 2    | Ungheria    | Tibor Ribényi Zoltán Zsitva József Vadas József Kovács                  | 3'17"0 |
| 3    | Polonia     | Tadeusz Śliwak Antoni Maszewski Kazimierz Kucharski Klemens Biniakowski | 3'17"6 |
| 4    | Giappone    | Toyoyi Aihara Masao Ichihara Seiken Cho Hiroyoshi Kubota                | 3'18"4 |

| Pos. | Nazione       | Atleti                                                                 | Tempo  |
| ---- | ------------- | ---------------------------------------------------------------------- | ------ |
| 1    | Gran Bretagna | Freddie Wolff Godfrey Rampling Bill Roberts Godfrey Brown              | 3'14"4 |
| 2    | Svezia        | Sven Strömberg Per-Olof Edfeldt Olle Danielsson Bertil von Wachenfeldt | 3'14"6 |
| 3    | Francia       | Raymond Boisset Georges Guillez Georges Henry Prudent Joye             | 3'15"2 |

| Pos. | Nazione        | Atleti                                                         | Tempo  |
| ---- | -------------- | -------------------------------------------------------------- | ------ |
| 1    | Germania       | Helmut Hamann Friedrich von Stülpnagel Harry Voigt Rudi Harbig | 3'15"0 |
| 2    | Canada         | Marshall Limon Phil Edwards William Fritz Johnny Loaring       | 3'15"0 |
| 3    | Italia         | Angelo Ferrario Marsilio Rossi Otello Spampani Mario Lanzi     | 3'16"6 |
| 4    | Sudafrica      | Willie Botha Frank Rushton William Lindeque Dennis Shore       | 3'17"8 |
| 5    | Cecoslovacchia | Heinz Lorenz Evžen Rošický Břetislav Krátký Karel Kněnický     | 3'22"0 |

### Finale
| Pos.    | Nazione       | Atleti                                                                 | Tempo  |
| ------- | ------------- | ---------------------------------------------------------------------- | ------ |
| Oro     | Gran Bretagna | Freddie Wolff Godfrey Rampling Bill Roberts Godfrey Brown              | 3'09"0 |
| Argento | Stati Uniti   | Harold Cagle Robert Young Edward O'Brien Alfred Fitch                  | 3'11"0 |
| Bronzo  | Germania      | Helmut Hamann Friedrich von Stülpnagel Harry Voigt Rudi Harbig         | 3'11"8 |
| 4       | Canada        | Marshall Limon Phil Edwards William Fritz Johnny Loaring               | 3'11"8 |
| 5       | Svezia        | Sven Strömberg Per-Olof Edfeldt Olle Danielsson Bertil von Wachenfeldt | 3'13"0 |
| 6       | Ungheria      | Tibor Ribényi Zoltán Zsitva József Vadas József Kovács                 | 3'14"8 |

### Fonte
- Elio Trifari (a cura di): Olimpiadi. La storia dello sport da Atene a Los Angeles. Rizzoli, Milano, 1984. Vol. I.